# Wu Jiaduo
Wu 'Dudu' Jiaduo (Linhai (Zhejiang), 19 september 1979) is een in China geboren tafeltennisspeelster die al haar gehele internationale sportcarrière voor Duitsland uitkomt, waar ze sinds 1998 woont. Zij werd in 2009 Europees kampioene enkelspel en in 2012 won ze de Europese Top-12. Haar hoogste notering op de ITTF-wereldranglijst is de elfde, die ze in juli 2010 bereikte.

## Sportieve loopbaan
Wu maakte haar internationale (senioren)debuut op het Oostenrijk Open 2002, in het kader van de ITTF Pro Tour. Op de Pro Tour plaatste ze zich zowel in 2008 als 2009 voor de ITTF Pro Tour Grand Finals enkelspel, waarin ze beide keren tot de laatste zestien kwam. Wu speelde in 2006 haar eerste WK, in 2007 haar eerste EK en stond een jaar daarna voor Duitsland op de Olympische Zomerspelen 2008. Daar reikte ze tot de laatste 32.

Haar beste sportieve resultaten boekte Wu op de Europese Top-12. In 2012 wist ze dit toernooi winnend af te sluiten in het Franse Lyon. In de finale was ze met 4-3 te sterk voor Li Jie. In 2008 en 2009 wist ze bij beide edities telkens een bronzen medaille mee naar huis te nemen.
De geboren Chinese speelt sinds 2001 in clubverband voor FSV Kroppach. Daarmee reikte ze in 2007/08 tot de finale van de European Champions League, waarin de Duitse ploeg verloor van Li-Ning/MF Services Heerlen. Hoewel Kroppach de thuiswedstrijd van de dubbele ontmoeting oorspronkelijk met 3-1 won, werd deze uitslag geschrapt. Er was geen internationale arbitrage bij aanwezig, waardoor de wedstrijd werd geleid door Duitse scheidsrechters. In Heerlen versloeg de thuisclub Kroppach met 3-1. De opnieuw te spelen wedstrijd in Duitsland werd niet gespeeld omdat Kroppach en de Europese Tafeltennis Bond het niet eens werden over de datum.

Een jaar later bereikte ze met Kroppach wederom de Champions League finale door ditmaal in de halve finale Heerlen te verslaan. Over twee wedstrijd gingen de Duitsers wederom onderuit, ditmaal tegen het Oostenrijkse Linz AG Froschberg.